# Jerel McNeal
Jerel McNeal, né le 1er juin 1987, à Chicago, dans l'Illinois, est un joueur américain de basket-ball. Il évolue aux postes de meneur et d'arrière.

## Biographie
En décembre 2016, McNeal signe un contrat de deux mois avec le Brose Baskets, club allemand qui dispute l'Euroligue.

## Palmarès
- Meilleur marqueur du championnat de Grèce 2016
- All-NBA D-League Third Team 2011, 2015
- NBA Development League Impact Player of the Year 2015
- All-NBA D-League First Team 2013
- NBA Development League All-Star 2013